# Chicken Casey
Chicken Casey è un film muto del 1917 diretto da Raymond B. West sotto la supervisione di Thomas H. Ince.

## Produzione
Il film fu prodotto dalla Kay-Bee Pictures e dalla New York Motion Picture.

## Distribuzione
Distribuito dalla Triangle Distributing, il film uscì nelle sale cinematografiche degli Stati Uniti il 28 gennaio 1917. Nel Regno Unito, fu ribattezzato con il titolo Waifs.